# Hải đăng Hòn Nước
Hải đăng Hòn Nước, tên cũ là hải đăng Vũng Mới là ngọn hải đăng trên vùng biển Bình Định, Việt Nam. Nó có tác dụng chỉ vị trí đỉnh Gà Gô thuộc dãy Gò Dưa của thôn Tân Phụng, xã Mỹ Thọ, huyện Phù Mỹ, đồng thời giúp tàu thuyền hoạt động trên vùng biển Bình Định xác định vị trí của mình, tránh đá ngầm và xác định hướng đi.
Hải đăng Vũng Mới được xây dựng từ thời Pháp thuộc trên vịnh Vũng Mới, hoạt động trong nhiều năm. Sau đó bị chiến tranh và thiên nhiên hủy hoại và trở thành một phế tích. Mãi đến những năm 90 nó mới được xây dựng lại, hoàn thành vào năm 1997 và được đặt tên mới là hải đăng Hòn Nước theo tên của hòn đảo nhỏ trong vịnh Vũng Mới.
Tọa độ địa dư của hải đăng là: 14o16'8"N - 109o10'8"E. Với tầm hiệu lực ban ngày là 21 hải lý, ban đêm là 18 hải lý. Tháp đèn cao 16.2m được xây bằng đá có màu xám sẫm, độ cao của tâm sáng so với mực nước biển là 62.5m. Đèn phát ra ánh sáng trắng, chớp đơn theo chu kỳ 5 giây. Đèn chính là loại đèn APRB 251 DC, đèn phụ là loại HD300.
Hiện nay hải đăng này được quản lý bởi xí nghiệp bảo đảm an toàn hàng hải 201 thuộc công ty bảo đảm an toàn hàng hải II.